# زالاسنت‌لاسلو
زالاسنت‌لاسلو (به مجاری:  Zalaszentlászló) یک منطقهٔ مسکونی در مجارستان است که در ناحیه زالاسنت‌گروت واقع شده‌است.